# Uranophora munda
Uranophora munda là một loài bướm đêm thuộc phân họ Arctiinae, họ Erebidae.